# Yannick Oberleitner
Yannick Oberleitner (* 27. Mai 2002 in München) ist ein deutscher Fußballspieler.

## Karriere
Oberleitner begann seine Karriere bei der SpVgg Unterhaching. Zur Saison 2017/18 wechselte er in die Jugend des FC Bayern München. Ab der Saison 2018/19 spielte er für die B-Junioren der Bayern. Im Januar 2019 wechselte er zu den Alterskollegen des FC Augsburg. Bei den Augsburgern spielte er dann ab der Saison 2019/20 für die A-Junioren. Im Oktober 2020 spielte er erstmals für die zweite Mannschaft des FCA in der viertklassigen Regionalliga. Dies blieb in der Saison 2020/21 sein einziger Einsatz für diese. In der Saison 2021/22 absolvierte er drei Spiele in der vierten Liga.
Zur Saison 2022/23 wechselte Oberleitner nach Österreich zu den Amateuren des Bundesligisten LASK. Für die LASK Amateure kam der Innenverteidiger zu 24 Einsätzen in der Regionalliga, in denen er auch fünf Tore erzielte. Zur Saison 2023/24 wechselte er zum Zweitligisten Grazer AK, bei dem er einen bis 2025 laufenden Vertrag erhielt. Sein Debüt in der 2. Liga gab er im August 2023, als er am zweiten Spieltag jener Saison gegen den FC Dornbirn 1913 in der 90. Minute für Christian Lichtenberger eingewechselt wurde. Für den GAK kam er bis Saisonende zu 14 Zweitligaeinsätzen, mit den Grazern stieg er in die Bundesliga auf.
Nach dem Aufstieg wurde Oberleitner allerdings zur Saison 2024/25 an den Zweitligisten SKU Amstetten verliehen. Während der Leihe absolvierte er 29 Zweitligapartien für Amstetten.

## Persönliches
Sein Vater Markus (* 1973) war ebenfalls Fußballspieler.